# Conus tenuis
Conus tenuis é uma espécie de gastrópode do gênero Conus, pertencente à família Conidae.